# كارين أغستياوان
كارين أغستياوان (بالإندونيسية: Karen Agustiawan)‏‏ (19 أكتوبر 1958 في باندونغ - ) كبيرة الإداريين التنفيذيين، ورائدة أعمال من إندونيسيا.